# Sergiu Klainerman
Sergiu Klainerman (né le 13 mai 1950) est un mathématicien roumain naturalisé américain, connu pour ses contributions à l'étude des équations différentielles hyperboliques et de la relativité générale. Il est actuellement titulaire de la chaire Eugene Higgins de professeur de mathématiques à l'Université de Princeton, où il enseigne depuis 1987. De 1980 à 1987, il a été un membre du corps professoral à l'Université de New York.

## Formation et carrière
Klainerman étudie de 1969 à 1974 à l'Université de Bucarest, d'où il sort diplômé en 1973 puis il part à l'Université de New York où il obtient son doctorat en 1978 sous la direction de Fritz John et Louis Nirenberg, avec une thèse intitulée « Global existence for nonlinear wave equations ».

## Prix et distinctions
Il a été lauréat du Prix MacArthur en 1991, bénéficiant d'une bourse de la fondation MacArthur de 1991 à 1996, puis de 1983 à 1985 il est titulaire d'une bourse Sloan, et il est titulaire d'une bourse Guggenheim en 1997-1998.
Klainerman a reçu le Prix Bôcher décerné par l'American Mathematical Society en 1999, « pour sa contribution aux équations hyperboliques non-linéaires ». Il est actuellement co-rédacteur en chef des Publications mathématiques de l'IHÉS.
Klainerman est membre de l'Académie nationale des sciences (élu en 2005), membre étranger de l'Académie française des sciences (élu en 2002) et membre de l'Académie américaine des arts et des sciences (élu en 1996).
Il a été élu dans la classe 2018 des fellows de l'American Mathematical Society.
En 1983 il est orateur invité au congrès international des mathématiciens à Varsovie, avec une conférence intitulée « Long time behavior of solutions of nonlinear wave equations ». En 1993 il donne la conférence du Colloquium de l'AMS intitulée « On the regularity properties of gauge theories in Minkowski space-time ».
Il est lauréat de la Chaire d'Excellence de la FSMP en 2010.

## Sélection de publications
- Sergiu Klainerman, Uniform decay estimates and the Lorentz invariance of the classical wave equation. Communications on Pure and Applied Mathematics, vol. 38 (1985), no 3, p. 321–332
- Sergiu Klainerman, The null condition and global existence to nonlinear wave equations, Nonlinear systems of partial differential equations in applied mathematics, Part 1 (Santa Fe, N.M., 1984), p. 293–326, Lectures in Appl. Math., 23, American Mathematical Society, Providence, RI, 1986.  (ISBN 0-8218-1125-8)
- Sergiu Klainerman, Matei Machedon, Space-time estimates for null forms and the local existence theorem, Communications on Pure and Applied Mathematics,  vol. 46 (1993), no 9, p. 1221–1268
- avec Demetrios Christodoulou,  The global nonlinear stability of the Minkowski space, Princeton Mathematical Series, 41, Princeton University Press, Princeton, NJ, 1993  (ISBN 0-691-08777-6)
- Sergiu Klainerman, Matei Machedon, Smoothing estimates for null forms and applications, A celebration of John F. Nash, Jr., Duke Mathematical Journal,  vol. 81 (1995), no 1, p. 99–133
- (en) Sergiu Klainerman, « On Nash’s unique contribution to analysis in just three of his papers », Bull. Amer. Math. Soc., vol. 54, no 2,‎ 2017, p. 283-305 (DOI 10.1090/bull/1560).